# Baby (Dragon Ball)
Baby (ベビー Bebi) is een personage uit Dragon Ball. Hij komt alleen voor in de anime en verschijnt voor het eerst in de 22e aflevering van Dragon Ball GT. Hij is een parasitaire alien gecreëerd door het combineren van het DNA van de koning van de Tuffles met een cybernetisch lichaam. Baby wil alle Saiyans vernietigen om zijn volk te wreken. Baby wordt eerst geactiveerd uit de slaapstand door zijn schepper, Dr. Myuu. Hij probeert te vechten tegen Goku, Trunks en Pan, maar is gemakkelijk verslagen. Om zijn kracht te stimuleren, infecteert Baby verschillende mensen met zijn DNA en begint met het verzamelen van energie uit hen.
Na een tweede nederlaag in de handen van de drie Saiyans, infecteert Baby Trunks en gaat dan naar de aarde. Op aarde vecht hij tegen Goten en Gohan, infecteert hen beiden, en is in staat om Vegeta te infecteren en maakt hem zijn primaire gastheer. Goku, Trunks en Pan keren terug naar de Aarde en zien dat de hele bevolking onder controle is van Baby. Baby is in staat om Goku te verslaan, dan begint hij met behulp van de Black Star Dragon Balls de planeet Plant te herstellen en de bevolking van de aarde ernaar te vervoeren. Gedurende deze tijd, ontwikkelt Baby zich tot een nog krachtigere vorm en verslaat Goku weer. Dit zorgt ervoor dat Goku transformeert in een Golden Great Ape en vervolgens in een Super Saiyan 4. In deze nieuwe vorm, is Goku in staat om "Baby-Vegeta" te verslaan. Hij heeft Bulma ook onder zijn controle, en laat haar een stralingsbundel naar hem vuren vanuit haar Blutz Wave Generator die hem in staat stelt om te transformeren in een Golden Great Ape. Na een langdurige strijd, scheidt Baby van Vegeta en probeert te ontsnappen in een ruimteschip, zwerende om terug te keren om de Saiyans te vernietigen. Goku schiet het ruimteschip met een 10x Kamehameha aanval, wat het verzendt naar de zon. Het schip is vernietigd en Baby wordt uitgewist. 